# Termas de Incuyo
Las Termas de Incuyo son pozas de aguas termales en Bolivia, ubicadas en la región de los valles. Administrativamente se encuentran en el municipio de Tapacarí de la provincia de Tapacarí en el departamento de Cochabamba. Las termas se ubican a 8 km al sur de la localidad de Tapacarí.
Se dice que las termas de Incuyo fueron un punto referente del camino real de los Incas, que mandaron a construir una serie de piscinas naturales en el cauce del río Incuyo.

## Acceso
Desde la ciudad de Cochabamba, la Ruta Nacional 4 conduce por 40 km al suroeste, hasta llegar a Parotani, desde donde se bifurca una carretera en dirección oeste. Luego de 47 km la carretera llega hasta Tapacarí, para luego tomar un camino de tierra que conduce por 8 km, pasando cerca de la localidad de Incuyo, hasta llegar a las aguas termales.